# Baigneaux (Gironda)
Baigneaux è un comune francese di 351 abitanti situato nel dipartimento della Gironda nella regione della Nuova Aquitania.

## Società

### Evoluzione demografica
Abitanti censiti